# Polder Willens
Polder Willens of Willenspolder is een polder en een voormalig waterschap in de Nederlandse provincie Zuid-Holland, in de gemeenten Reeuwijk en Gouda. Tot 1857 was het polderbestuur feitelijk een onderdeel van het Hoofddijkbestuur Stein en Willens, daarna was het een inliggend waterschap van het Hoogheemraadschap van Rijnland en werd in 1979 bij De Gouwelanden gevoegd.
Het waterschap was verantwoordelijk voor de vervening, drooglegging en de waterhuishouding in het gebied.
De polder is in de 20e eeuw grotendeels met woningen bebouwd (onder andere de wijk Goverwelle). Aan de noordzijde van de spoorlijn bevindt zich het recreatie/natuurgebied Goudse Hout waar de polder nog te herkennen is.

## Ontstaan

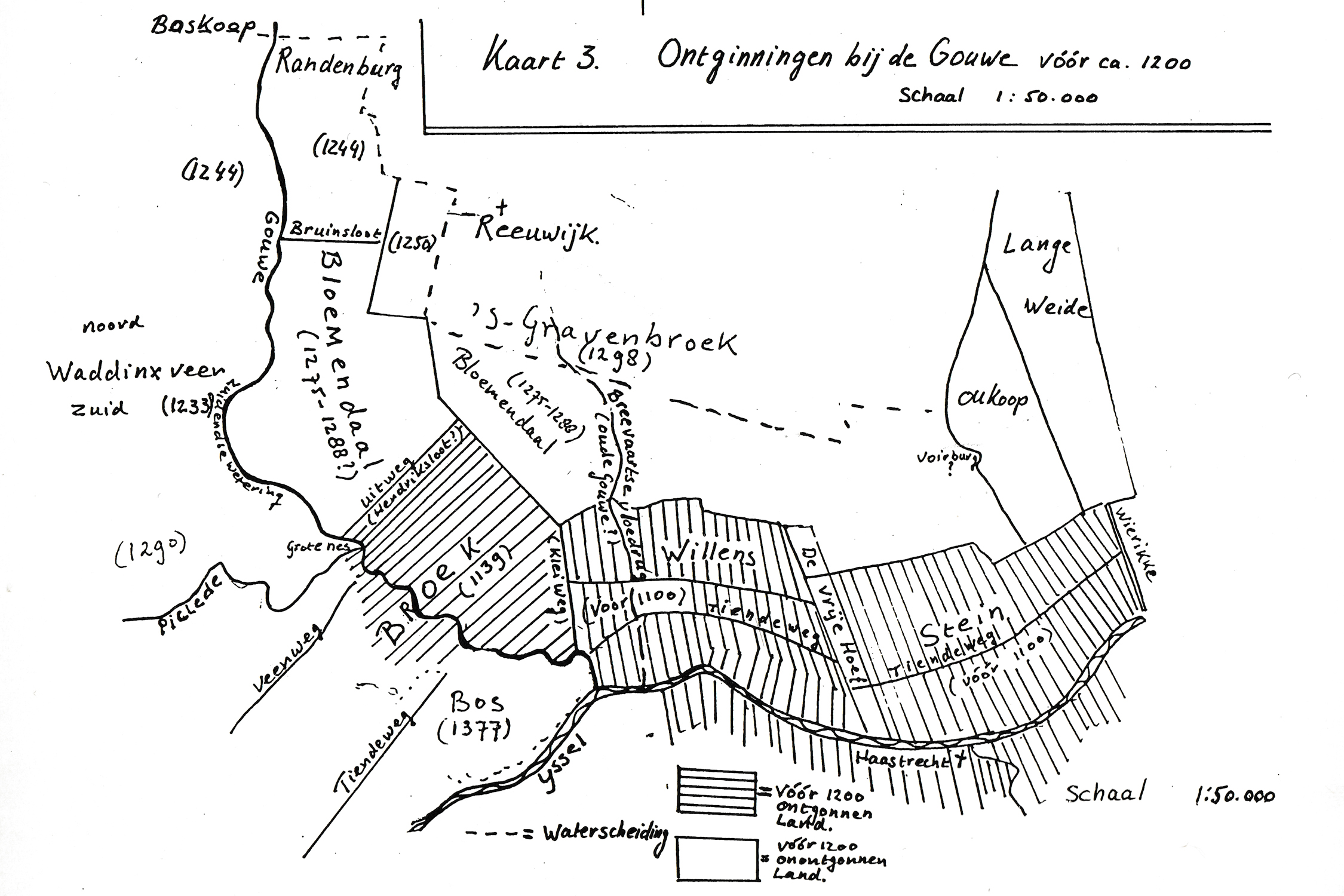
Ontginningen bij de Gouwe

De geschiedenis van de polder Willens gaat terug naar het Hollandveen in de periode tussen de jaren 1000 en 1050. Het Hollandveen besloeg het land tussen de Hollandse duinen tot aan de hogere zandgronden van de Utrechtse Heuvelrug. Een groot deel van dit gebied lag destijds 4 tot 6 meter boven de zeespiegel. Door het hoogteverschil ook ten opzichte van de latere Hollandsche IJssel was er sprake van een natuurlijke afwatering onder andere door de Gouwe, in die tijd een veenriviertje met een aantal zijtakken. Rond het jaar 1000 werd er op diverse plaatsen een begin gemaakt met “de grote ontginning” van dit immens grote veengebied. Lange tijd waren de gebieden Land van Stein, Willens en Ouwe Gouwe één geheel en maakte deel uit van de Heerlijkheid van Haastrecht dat onder gezag stond van de  bisschop van Utrecht. De naam Willens is waarschijnlijk afkomstig van “wildernis”. Dit gebied moet inderdaad een wildernis zijn geweest en bestond, afhankelijk van de bodemgesteldheid, uit diverse begroeiingen. Op de lage zeer vochtige plekken groeide voornamelijk grassen en mossen terwijl op de hogere plekken wilgen, elzen en berken groeiden. Deze omgeving zouden wij nu aanduiden als oerbos en moeras.

## Opmaat voor De Grote Ontginning

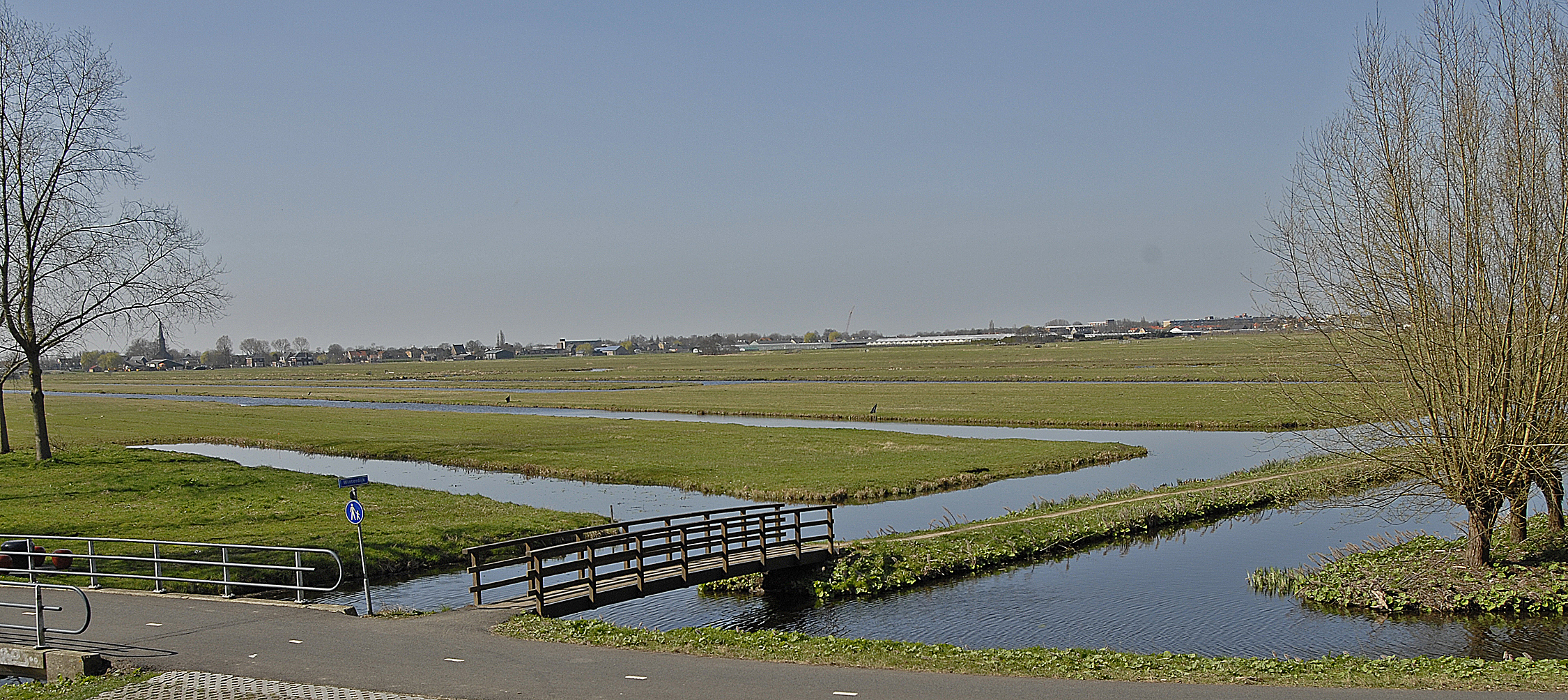
Kavel- en Slotenpatroon

In de tiende eeuw groeide, onder invloed van het milder wordende klimaat, de bevolking in dit ongerepte veengebied en groeide ook de behoefte aan akkergrond. De bisschop van Utrecht en de graaf van Holland, die het wildernis-regaal (recht) bezaten, zagen de economische waarde van dit gebied groeien en maakten een begin met het uitgeven van concessies. Loodrecht op het veenriviertje de Gouwe en de Hollandse IJssel  groeven de nieuwe concessiehouders ontwateringssloten in de richting van het veen, en wel zo dat ze tussen twee sloten een strook van dertig roeden (ongeveer honderdtien meter) over lieten. Hiermee stond de breedte van het perceel vast. De diepte was lange tijd "met vrije opsteek". In het 'cope'-contract werd later een standaardmaat van zes voorling (ongeveer 1250 meter) vast gelegd, wat de maat van een ‘hoeve’ op ongeveer zestien morgen (vijftien hectare) bracht.                
.                

## De ontginningen

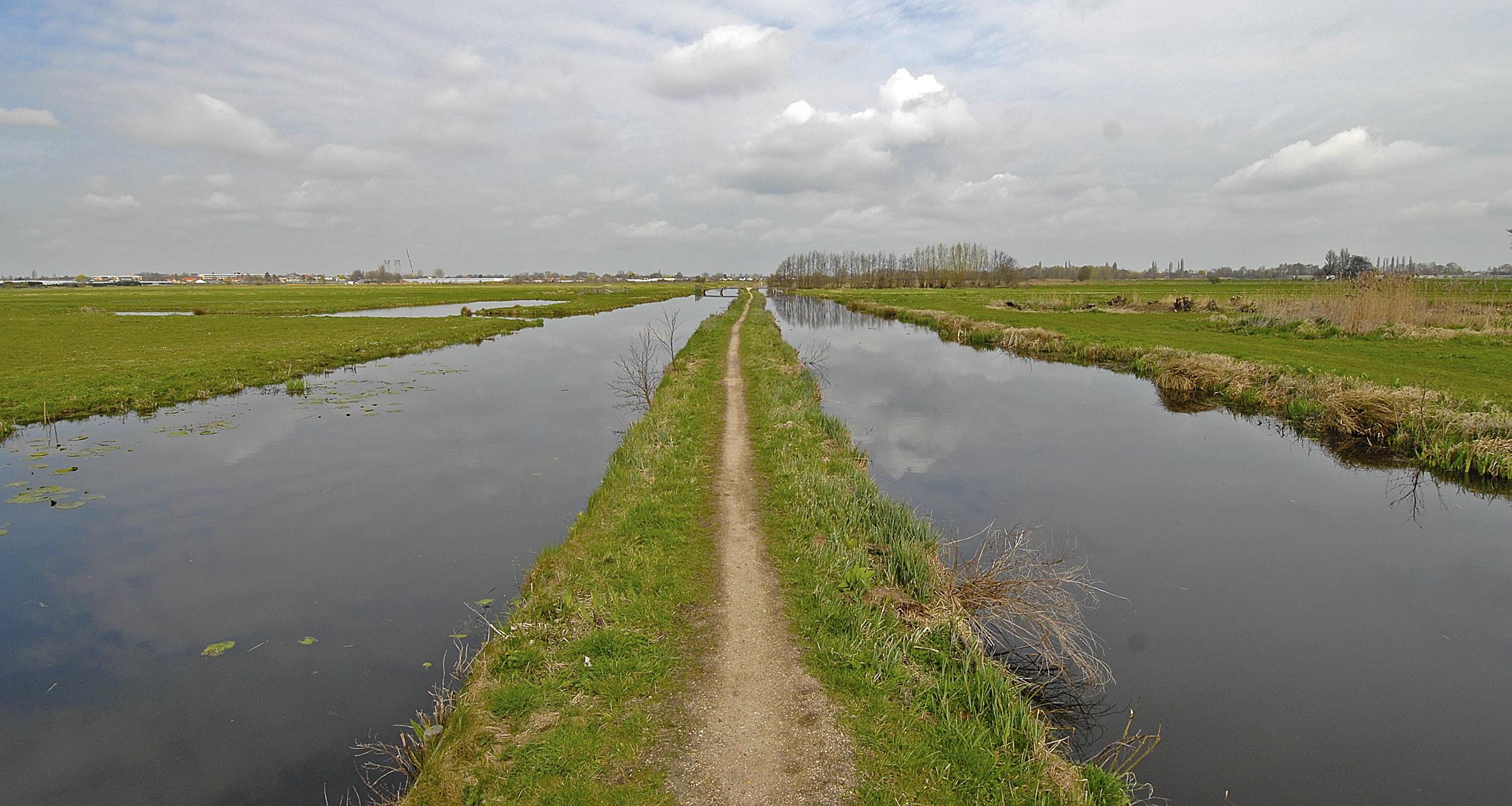
Winterdijk

Hoewel het gebruikelijk was om vanuit de rivier landinwaarts te werken is het na onderzoek aannemelijk dat in Willens is begonnen met de aanleg van een tweetal veenkaden ook achterkaden genoemd, de latere tiendwegen: de Voorwillenseweg en de Achterwillenseweg. Op deze wijze kon vanaf de Voorwillenseweg naar het zuiden worden ontgonnen richting IJssel en ontstond de Voorwillens en kon naar het noorden worden ontgonnen richting Achterwillenseweg en ontstond de Middenwillens. De Achterwillens is ontstaan toen de ontginning werd doorgezet naar de huidige Platteweg in Reeuwijk. Na de succesvolle ontwatering werd het vruchtbare veengebied zeer geschikt voor akkerbouw. Om wateroverlast te voorkomen bij het inklinken van het veen werden kaden en dijken aangelegd zoals de Winterdijk. Aanvankelijk kon de afwatering op natuurlijke wijze plaatsvinden, later werden om overstromingen te voorkomen weteringen gegraven waarin het overtollige water kon worden opgevangen om vervolgens via uitwateringssluisjes in de rivier te worden gespuid. Door verdere daling van het veen werd in de vijftiende eeuw de inzet van de windmolen nodig.